# گروه سوم جام ملت‌های اروپا ۲۰۱۶

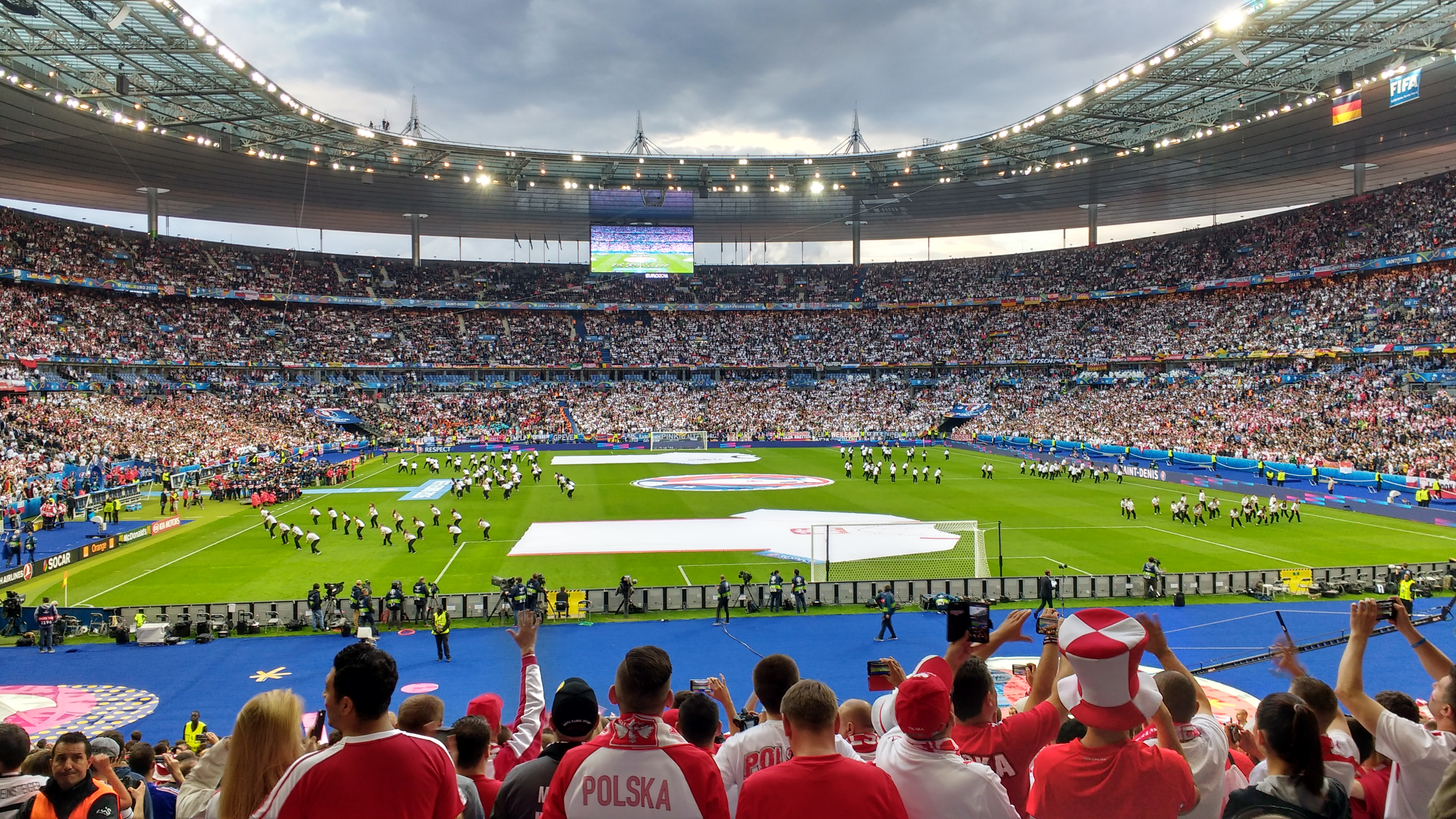
مصاف آلمان و لهستان از سری مسابقات یورو ۲۰۱۶

مسابقات گروه c جام ملت‌های اروپا ۲۰۱۶ در تاریخ ۱۲ ژوئن ۲۰۱۶ آغاز می‌شود و در تاریخ ۲۱ ژوئن ۲۰۱۶ به پایان می‌رسد.این گروه شامل تیم های آلمان٬ اوکراین٬ لهستان و ایرلند شمالی می‌باشد.تنها تیمی که در این گروه توانسته است قهرمان شود تیم آلمان می‌باشد.تیم آلمان دو بار با نام آلمان غربی (۱۹۷۲-۱۹۸۰) و یک بار با نام آلمان (۱۹۹۶) در جام‌ملت های اروپا قهرمان شود.

## تیم‌ها
| موقعیت قرعه‌کشی | تیم          | طرز راه‌یابی        | حضور نهایی | آخرین حضور            | بهترین حضور پیشین                                                            | ضریب یوفا اکتبر ۲۰۱۵ | رده‌بندی جهانی فیفا ژوئن ۲۰۱۶ |
| -------------- | ------------ | ------------------ | ---------- | --------------------- | ---------------------------------------------------------------------------- | -------------------- | ---------------------------- |
| C1             | آلمان        | برنده Group D      | 12ام       | جام ملت‌های اروپا ۲۰۱۲ | قهرمان (جام ملت‌های اروپا ۱۹۷۲، جام ملت‌های اروپا ۱۹۸۰، جام ملت‌های اروپا ۱۹۹۶) | ۱                    | ۴                            |
| C2             | اوکراین      | برنده Play-off     | 2ام        | جام ملت‌های اروپا ۲۰۱۲ | مرحله گروهی (جام ملت‌های اروپا ۲۰۱۲)                                          | ۱۴                   | ۱۹                           |
| C3             | لهستان       | Group D runners-up | 3ام        | جام ملت‌های اروپا ۲۰۱۲ | مرحله گروهی (جام ملت‌های اروپا ۲۰۰۸، جام ملت‌های اروپا ۲۰۱۲)                   | ۱۷                   | ۲۷                           |
| C4             | ایرلند شمالی | برنده Group F      | 1ام        | —                     | نخستین حضور                                                                  | ۳۳                   | ۲۵                           |

یادداشت
1. ↑  The UEFA rankings of October 2015 were used for seeding for the final draw.

## جدول
| رتبه | تیم و        | بازی | ب | م | با | گ‌ز | گ‌خ | ت‌گ | امتیاز | صلاحیت             |
| ---- | ------------ | ---- | - | - | -- | -- | -- | -- | ------ | ------------------ |
| ۱    | آلمان        | ۳    | ۲ | ۱ | ۰  | ۳  | ۰  | ۳+ | ۷      | صعود به مرحله حذفی |
| ۲    | لهستان       | ۳    | ۲ | ۱ | ۰  | ۲  | ۰  | ۲+ | ۷      | صعود به مرحله حذفی |
| ۳    | ایرلند شمالی | ۳    | ۱ | ۰ | ۲  | ۲  | ۲  | ۰  | ۳      | صعود به مرحله حذفی |
| ۴    | اوکراین      | ۳    | ۰ | ۰ | ۳  | ۰  | ۵  | ۵- | ۰      |                    |

اولین مسابقه در تاریخ ۲۳ خرداد ۱۳۹۵ برگزار میشود.
فرمت مسابقات

## مسابقات

### لهستان - ایرلند شمالی
| لهستان    | ۱–۰   | ایرلند شمالی |
| --------- | ----- | ------------ |
| ۵۱' میلیک | گزارش |              |

### آلمان - اوکراین
| آلمان                         | ۰–۲   | اوکراین |
| ----------------------------- | ----- | ------- |
| ۱۹' مصطفی · ۹۰+۲' شواینشتایگر | گزارش |         |

### اوکراین - ایرلند شمالی
| اوکراین | ۰–۲   | ایرلند شمالی              |
| ------- | ----- | ------------------------- |
|         | گزارش | ۴۹' مک‌آئولی · ۹۰+۶' مک‌گین |

### آلمان - لهستان
| آلمان | ۰-۰   | لهستان |
| ----- | ----- | ------ |
|       | گزارش |        |

### اوکراین - لهستان
| اوکراین | بازی ۲۹ | لهستان |
| ------- | ------- | ------ |
|         | گزارش   |        |

### ایرلند شمالی - آلمان
| ایرلند شمالی | بازی ۳۰ | آلمان |
| ------------ | ------- | ----- |
|              | گزارش   |       |